# Jong Football Club Twente
El Jong Twente es un equipo de fútbol de los Países Bajos que juega en la Derde Divisie, la cuarta liga de fútbol más importante del país.

## Historia
Fue fundado el 1 de julio de 1965 en la ciudad de Enschede y es el equipo reserva del FC Twente, siendo uno de los tres primeros equipos filiales en jugar en la Eerste Divisie para la temporada 2013/14 junto al Jong Ajax y al Jong PSV luego de jugar desde 1992 en la Beloften Eredivisie, primera división de los equipos reserva; por lo que ahora no puede ser elegible para jugar en la Eredivisie ni en la Copa de los Países Bajos.